# Grammy Award for Best Performance by a Vocal Group or Chorus
Der Grammy Award for Best Performance by a Vocal Group or Chorus, auf Deutsch „Grammy-Auszeichnung für die beste Darbietung durch eine Gesangsgruppe oder einen Chor“, ist ein Musikpreis, der von 1959 bis 1960 von der amerikanischen Recording Academy im Bereich Popmusik verliehen wurde.

## Geschichte und Hintergrund
Die seit 1959 verliehenen Grammy Awards werden jährlich in zahlreichen Kategorien von der Recording Academy in den Vereinigten Staaten vergeben, um künstlerische Leistung, technische Kompetenz und hervorragende Gesamtleistung ohne Rücksicht auf die Album-Verkäufe oder Chart-Position zu würdigen.
Eine dieser Kategorien war der Grammy Award for Best Performance by a Vocal Group or Chorus. Der Preis wurde von 1959 bis 1960 vergeben. 1961 wurde der Preis in zwei Auszeichnungen aufgeteilt, den Grammy Award for Best Performance by a Vocal Group und den Grammy Award for Best Performance by a Chorus.

## Gewinner und Nominierte
| Jahr | Gewinner                    | Nationalität       | Werk                            | Interpret               | Nominierte | Bild des/der Gewinner(s) |
| ---- | --------------------------- | ------------------ | ------------------------------- | ----------------------- | --- | ------------------------ |
| 1959 | Keely Smith und Louis Prima | Vereinigte Staaten | That Old Black Magic            |                         | - Kirby Stone Four – Baubles, Bangles, and Beads - The King Sisters – Imagination - Lambert, Hendricks, and Ross – Sing a Song of Basie - The Kingston Trio – Tom Dooley |                          |
| 1960 | Richard Condie (Chorleiter) | Kanada             | The Battle Hymn of the Republic | Mormon Tabernacle Choir | - Ames Brothers – The Ames Brothers Sing Famous Hits of Famous Quartets - The Kingston Trio – The Kingston Trio at Large - The Browns – "The Three Bells" lyrics         |                          |